# Věněk Šilhán

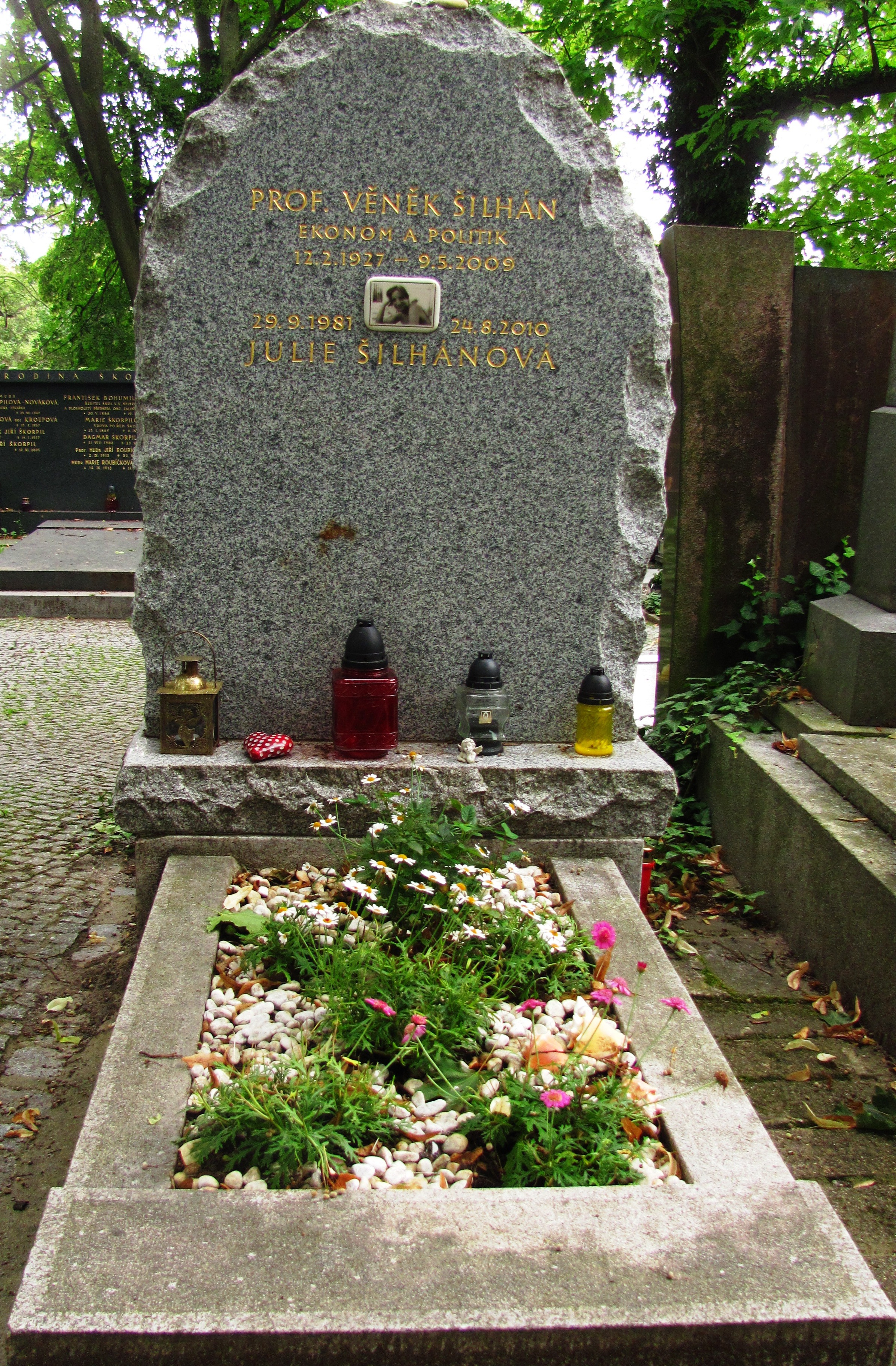
Hrob na Šáreckém hřbitově v Praze

Věněk Šilhán (12. února 1927 Kněževes – 9. května 2009 Praha) byl český a československý ekonom, před rokem 1969 člen KSČ, stoupenec reformního proudu a jedna z hlavních postav vysočanského sjezdu KSČ v srpnu 1968, za normalizace disident a signatář Charty 77, po revoluci aktivista Občanského fóra, poslanec Sněmovny lidu Federálního shromáždění za OF, později za ČSSD. Zastupoval prvního tajemníka ÚV KSČ Alexandra Dubčeka během jeho internace v Moskvě v srpnu 1968.

## Biografie
Mezi lety 1957 a 1970 působil na Vysoké škole ekonomické v Praze (mj. jako prorektor pro vědecko-badatelskou činnost). Významu nabyl při pražském jaře v roce 1968, kdy se stal vůdcem mimořádného tzv. vysočanského sjezdu KSČ a prozatímním tajemníkem ÚV KSČ na místo Sověty uneseného Alexandra Dubčeka. Vysočanský sjezd KSČ ho zvolil za člena Ústředního výboru Komunistické strany Československa. Stal se rovněž členem Předsednictva ÚV KSČ a tajemníkem ÚV KSČ.
Poté, co do funkce prvního tajemníka nastoupil Gustáv Husák, začala probíhat normalizace a Věněk Šilhán nějakou dobu pracoval manuálně. Stal se signatářem Charty 77, jeho manželka Libuše byla v letech 1987–1988 spolumluvčí Charty 77. Po revoluci byl jedním ze sedmnácti zakladatelů Občanského fóra za Klub Obroda.
K roku 1989 je uváděn jako důchodce, bytem Praha.
V prosinci 1989 zasedl v rámci procesu kooptací do Federálního shromáždění po sametové revoluci do Sněmovny lidu (volební obvod č. 11 – Praha 8, hlavní město Praha) jako bezpartijní poslanec, respektive poslanec za Občanské fórum. Mandát za OF obhájil ve volbách roku 1990. V rámci Občanského fóra patřil do klubu bývalých reformních komunistů Obroda a po rozkladu OF se přiklonil k Československé sociální demokracii. Za ni obhájil mandát ve volbách roku 1992. Ve Federálním shromáždění setrval do zániku Československa v prosinci 1992. Od června 1990 zastával funkci místopředsedy Sněmovny lidu.
Vrátil se také do akademické obce, na Vysokou školu ekonomickou (1990–1992), kde vykonával i rektorskou funkci (únor 1990 – 31. ledna 1991). Poté působil jako předseda správní rady podniku Preciosa a následně (od r. 1995) jako předseda představenstva Nadace Preciosa. V této funkci spolupracoval také se stipendijní komisí ČVUT v Praze a podílel se na zbudování pomníku T. G. Masaryka na Univerzitě v Petrohradu.
V roce 1996 neúspěšně kandidoval do senátu za ČSSD na Praze 2.
Zemřel 9. května 2009 a k rozloučení došlo v krematoriu ve Strašnicích 18. května. Rozloučit se s ním přišlo na tři sta lidí: někteří signatáři Charty 77, mezi nimi i Václav Havel, dále například politici Karel Schwarzenberg, Petr Pithart, Jan Ruml, Pavel Rychetský nebo filosof Erazim Kohák.
Je pochován na Šáreckém hřbitově v Praze 6.
Mezi jeho citáty patří „Obchod by neměl být jen směnou hmoty, ale i oplozením ducha.“